# La aurora en Copacabana
La aurora en Copacabana es una comedia de Pedro Calderón de la Barca. Corresponde a su período de senectud y habría sido escrita entre 1664 y 1665, como parte de la campaña de difusión del culto de la Virgen de Copacabana en España. Se distingue por ser la única comedia de tema americano que escribió este dramaturgo español. Dramatiza la historia de la milagrosa talla de la Virgen de Copacabana, realizada por el escultor indígena Francisco Tito Yupanqui.

## Personajes
- Yupangui: general noble de Guáscar
- Guacolda: sacerdotisa del Sol, amada de Yupangui
- Tucapel: gracioso, criado de Yupangui
- Glauca: graciosa, criada de Yupangui
- Idolatría: personaje alegórico
- Guáscar Inca
- Francisco Pizarro
- Diego de Almagro
- Pedro de Candia
- Lorenzo de Mendoza, Conde La Coruña: virrey del Perú
- Jerónimo Marañón: gobernador de Copacabana
- Andrés Jaira: jefe de la facción hurinsaya
- Un dorador

## Argumento
Cada una de las tres jornadas que la componen corresponde a una de las etapas históricas del establecimiento de los españoles sobre el Perú: el descubrimiento (primera jornada), la conquista (segunda jornada) y el virreinato (tercera jornada)
Primera jornada
En Tumbes se celebran cinco siglos de la llegada de los incas, hijos del dios Sol y gobernantes del imperio. La ceremonia es presidida por el inca Guáscar, quien se encuentra acompañado de Yupangui, su hombre de confianza, que revela, en un aparte, su amor por la sacerdotisa Guacolda. Las voces de los españoles, comandados por Pizarro, que desembarcan por primera vez en territorios incas, interrumpen las fiestas. Entonces, llega hasta el lugar Guacolda y les comunica la aparición en el mar de un monstruo (la nave de los españoles), que provocó la huida de las sacerdotisas, en el momento en el que se dirigían hacia la ceremonia. Guáscar, protegido por su séquito, ordena atacarlo con flechas; pero las salvas de los cañones espantan a los indios que dejan solo al inca. Persuadido por Yupangui, Guáscar acepta su plan: dejar que las fieras, llevadas hasta ahí para el sacrificio, se encarguen del monstruo.
Entretanto, en el bando de los españoles, Candia sugiere dejar una cruz como señal de su llegada a esos nuevos territorios. Esto provoca una discusión con Almagro, pues ambos desean encargarse de dicha misión. Pizarro, recordándoles su autoridad como jefe de la expedición, decide que sea Candia quien se encargue de la tarea. Este desembarca y se encuentra con Yupangui. Ante la imposibilidad de comunicarse por sus distintas lenguas, se preparan para pelear. El general inca, inmovilizado por el súbito resplandor que comienza a despedir la cruz que porta Candia, ordena a su sirviente Tucapel que suelte a las fieras, pero estas no atacan al español, sino que juegan con él, por lo que, asustado por el prodigio, huye del lugar. Candia, entonces, planta la cruz en tierra y regresa a la nave, llevándose a Tucapel para que les sirva de intérprete.
Idolatría, alarmada por la llegada de los españoles, le comunica al inca que deben reiniciarse los sacrificios humanos. Se echan las suertes entre las sacerdotisas y el sino recae en Guacolda. Esta, a solas con Yupangui, cuestiona la divinidad del Sol, pues exige su sacrificio sin haber sacrificado previamente por ella. A continuación, Guáscar (quien se ha enamorado de la sacerdotisa) se entrevista con Yupangui. Le revela sus sentimientos hacia ella y ordena que se encargue de liberarla para evitar su sacrifio. Esta desobediencia provoca la ira de Idolatría, quien se presenta ante el inca y le revela, mediante una visión, la falsedad de su origen divino: su antepasado Manco Cápac, en complicidad con Idolatría, había presentado a su hijo como vástago del dios Sol, para así asegurar el mantenimiento del poder de su linaje. Afectado por esta revelación, Guáscar vuelve a entrevistarse con Yupangui y le manda que olvide su anterior orden, pero el general, haciendo eco a los cuestionamientos de Guacolda, decide desobedecerle.
Segunda jornada
La conquista del Perú se ha iniciado. Las tropas de Pizarro combaten en las murallas del Cuzco. En medio de la batalla, la devoción mariana del conquistador lo salva de la muerte cuando al caer de la muralla, tras invocar el nombre de la Virgen, resulta indemne. Perdido el Cuzco, Idolatría emplea a Tucapel para asistir a Guáscar, a quien le descubre un camino subterráneo para llegar al alcázar del Cuzco, donde se encuentran los conquistadores. Así, el ejército inca provoca el incendio del alcázar. Acorralados por el fuego, los españoles elevan sus plegarias a la Virgen, la cual desciende hasta el lugar y, con rocío y nieve, apaga las llamas y ciega a las tropas de Guáscar, las cuales, asustadas, se desbandan.
A continuación, la acción se traslada a Copacabana, donde Yupangui ha escondido a Guacolda junto con Guacolda. Hasta allí llega Tucapel, quien reconoce a la sacerdotisa y delata su verdadera identidad. Esto llega a oídos de Guáscar, quien se apersona hasta el lugar. En ese momento, Yupangui descubre al inca que él, movido por su amor a la sacerdotisa, la escondió en dicho villaje. El inca, airado, ordena el asaetamiento de los amantes. Entonces, el general y la sacerdotisa se abrazan a dos árboles, mientras solicitan la ayuda de la cruz que venció a las fieras en las playas de Tumbes y la de la prodigiosa visión que descendió en medio de la batalla en el Cuzco. Sus lamentos son escuchados por la Providencia, la cual los salva del sacrificio, llevándoselos del lugar. En ese mismo momento, el ejército español llega hasta Copacabana y así se conquista el último bastión inca.
Tercera jornada
La conquista ha terminado y el sistema virreinal se ha establecido en el Perú. En una conversación entre el Conde de La Coruña y el gobernador Marañón se hace un recuento de los sucesos ocurridos desde el descubrimiento del Perú hasta el reciente enfrentamiento entre las facciones indígenas de Copacabana por el establecimiento de una cofradía: mientras los hurinsayas, liderados por Andrés Jaira, son partidarios de dedicarla a san Sebastián; los hanansayas quieren colocar como patrona a la Virgen. Para esto, el antiguo general del inca, convertido ahora en Francisco Tito Yupangui, confecciona una talla en madera, siguiendo como modelo la prodigiosa aparición de la Virgen que atestiguó en el cerco del Cuzco. Sin embargo, al no dominar este arte, la talla de Yupangui es desaprobada por la parcialidad de los hurinsayas.
Idolatría también se opone a la entronización de la talla, por lo que promueve la discordia entre las facciones y consigue que Tucapel rompa la imagen. A pesar de estos reveses, Yupangui persiste en su intento y logra el apoyo de un dorador y del mismo gobernador Marañón. Cuando llega el virrey a Copacabana con la intención de ver la imagen, todos se trasladan a una aldea, donde se encuentra guardada. Mientras llegan al lugar, unos ángeles intervienen sobre ella, de modo que, cuando llega el séquito, son maravillados por su belleza. La comedia concluye con una intervención musical que festeja la entronización de la milagrosa talla.

## Ediciones y traducciones
La edición príncipe apareció en la Cuarta parte de comedias de 1672. Una segunda edición de dicha parte (en cuya portada se señala que las comedias habían sido "enmendadas y corregidas") fue publicada en 1674 y una tercera, editada por Vera Tassis, en 1688.
La comedia ha sido incluida en las ediciones modernas del teatro de Calderón realizadas por Apontes, Keil, Hartzenbusch, Valbuena Briones y, recientemente, en la Biblioteca Castro (en la edición de la Cuarta parte de comedias, a cargo de Sebastian Neumeister). También ha sido editada de forma individual en Argentina y Bolivia:
- La aurora en Copacabana, ed. Antonio Pagés Larraya, Buenos Aires, Hachette, 1956.
- La aurora en Copacabana, ed. Saturnino Gallego, La Paz, Bruño, 1992.

Y como edición crítica:
- La aurora en Copacabana, ed. Ezra Engling, Londres, Tamesis, 1994.
- La aurora en Copacabana, ed. Alexander Grimm, Berlín, Tesis de maestría, 2004.
- La aurora en Copacabana, ed. José Elías Gutiérrez Meza, Pamplona, Tesis doctoral, 2012.

Ha sido traducida al alemán y al italiano:
- Die Morgenröthe in Copacavana, trad. Ernst von der Malsburg, Viena, Sollinger, 1827.
- Die Morgenröte in Copacabana, trad. Franz Lorinser, Freiburg, Herder, 1875
- Die Morgenröte von Copacabana, trad. Florian Ammer, Freiburg, Herder, 1952,
- L'aurora in Copacabana, trad. Pietro Monti, Milan, Società tipografica de' classici italiani, 1838.